# Gnomidolon peruvianum
Gnomidolon peruvianum es una especie de escarabajo longicornio del género Gnomidolon, categorizada en la tribu Hexoplonini, de la subfamilia Cerambycinae. Fue descrita por Martins en 1960.

## Descripción
Mide 6,5-9,5 mm de longitud.

## Distribución
Se distribuye por Perú.